# Noyelle-Vion
Noyelle-Vion is een gemeente in het Franse departement Pas-de-Calais (regio Hauts-de-France) en telt 260 inwoners (1999). De plaats maakt deel uit van het arrondissement Arras.

## Geografie
De oppervlakte van Noyelle-Vion bedraagt 5,3 km², de bevolkingsdichtheid is 49,1 inwoners per km².
De onderstaande kaart toont de ligging van Noyelle-Vion met de belangrijkste infrastructuur en aangrenzende gemeenten.

## Demografie
Onderstaande figuur toont het verloop van het inwonertal (bron: INSEE-tellingen).